# Einar Adlerstråhle

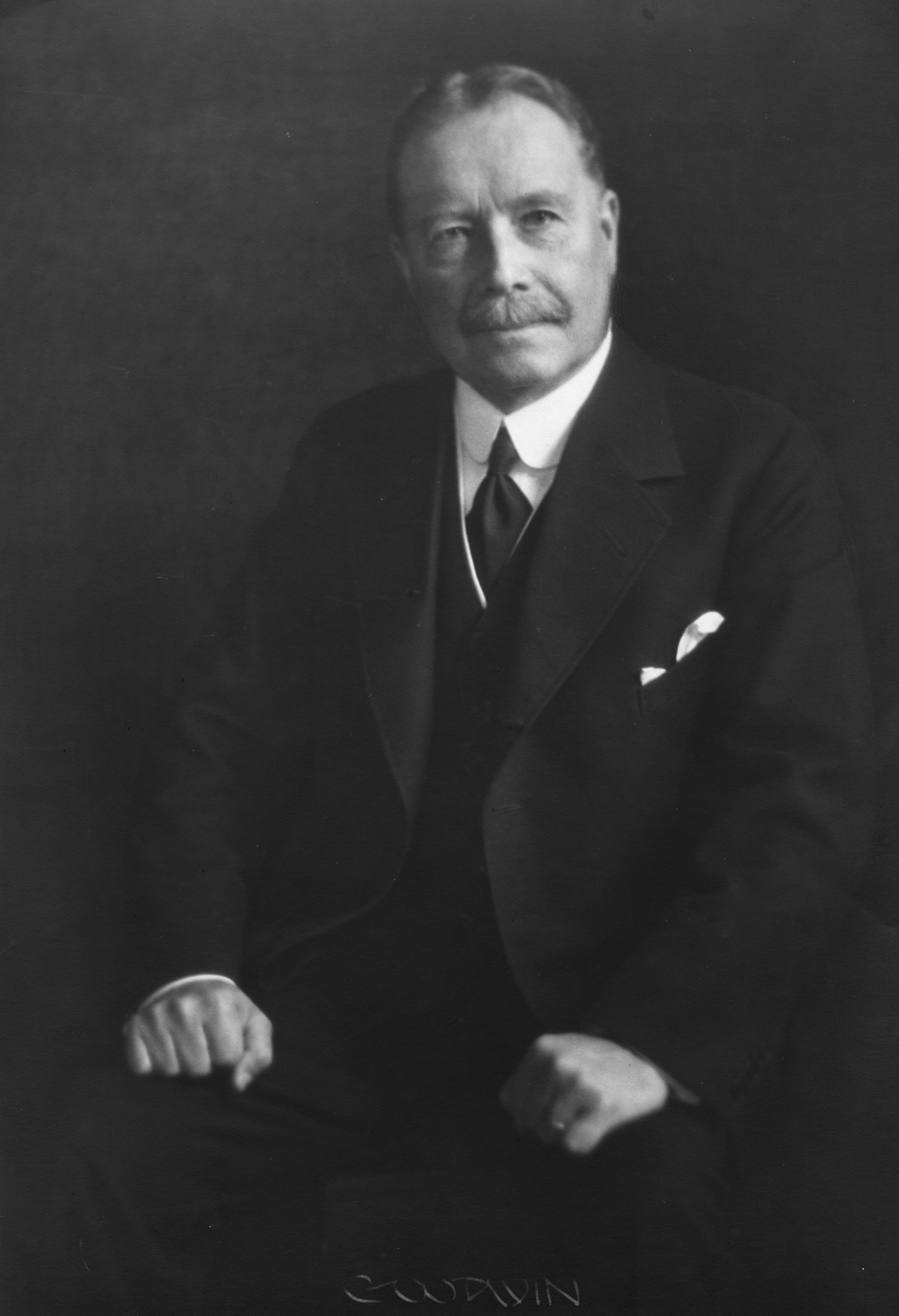
Einar Adlerstråle.

Adolf Einar Theodor Adlerstråhle, född den 1 september 1864 i Stockholm, död där den 23 juni 1948, var en svensk militär. Han tillhörde ätten Adlerstråhle och var gift med Märtha von Oelreich.
Adlerstråhle blev underlöjtnant vid Andra livgardet 1885. Efter att ha genomgått krigshögskolan 1888–1890 befordrades han till löjtnant 1891 och till kapten 1902.  Adlerstråhle var ordonnansofficer vid IV. arméfördelningens stab 1894–1899 och chef för Stockholms inskrivningsområdes expedition 1910–1914. Han blev major och bataljonschef vid Göta livgarde 1912. Adlerstråhle tillhörde reserven 1914–1932. Han var även idrottsman och skytt. Adlerstråhle var styrelseledamot i Kungliga tennisklubben och verkställande direktör i tennispaviljongen 1900–1920. Han var ledamot av styrelsen för Svenska nationalföreningen mot tuberkulos från stiftandet 1904 och ordförande där 1912–1939. Adlerstråhle var initiativtagare till Johanniterordens upprättande i Sverige 1920 och ordensskattmästare där. Han var rådsmedlem i Stockholmsgillet från stiftandet 1914(–1939) och föreståndare för dess julmarknad från 1930. Adlerstråhle blev riddare av Svärdsorden 1905.